# Модель Бертрана
Модель Бертрана, або Конкуренція за Бертраном — модель цінової конкуренції на олігополістичному ринку, сформульована французьким математиком і економістом Жозефом Бертраном у 1883 році. 